# Scottish Division One 1924/1925
Třicátý pátý ročník Scottish Division One (1. skotské fotbalové ligy) se konal od 16. srpna 1924 do 25. dubna 1925.
Soutěže se zúčastnilo opět 20 klubů a vyhrál ji počtrnácté ve své historii a obhájce minulých dvou  sezon Rangers FC. Nejlepším střelcem se stal hráč Cowdenbeath FC William Devlin, který vstřelil 33 branek.